# Lesestrategie
Lesestrategien sollen dem Leser helfen, sich die Inhalte noch unbekannter Texte zu erschließen. Zu den wichtigsten Lesestrategien des „überfliegenden Lesens“ zählen Skimming und Scanning.

## Skimming
Beim Skimming (englisch to skim ‚abschöpfen, überfliegen‘) geht es vor allem darum, erste Leseeindrücke zu sammeln und eine erste Orientierung darüber zu erhalten, worum es im Text geht. Zu den typischen Leitfragen zählen:
- Um welche Textart handelt es sich?
- Welchem Bereich ist der Text zuzuordnen?
- Was verraten Zwischen-/Unterüberschriften und andere Merkmale des Layouts?
- Welche Schlüsselbegriffe tauchen im Text vermehrt auf?

## Scanning
Beim Scanning (englisch to scan ‚abtasten, absuchen, durchsuchen‘) geht es in erster Linie darum, bestimmte Informationen zu erfassen. Das bedeutet, dass der Text gezielt nach bestimmten Aspekten durchsucht wird. Das können beispielsweise bestimmte Schlagwörter oder Gedanken sein.

## Lesestrategien zum „verstehenden Lesen“
Außerdem gibt es Strategien zur intensiveren Aneignung von Wissen in Texten, etwa die SQ3R-Methode von F.P. Robinson und ihre Erweiterungen, wie PQ4R und SQ4R. In verschiedenen Schritten werden Abfolgen definiert, die dem besseren Verstehen und Behalten von Inhalten dienen. Es handelt sich dabei auch um Studientechniken.
Weitere Lesestrategien und Zuhörstrategien liegen in zahlreichen Abwandlungen vor, wie folgende Tabelle zeigt:
| Abkürzung | Anwendung                       | Bezeichnung oder Schritte | Autor            |
| --------- | ------------------------------- | --- | ---------------- |
| CT-RA     |                                 | Creative Thinking-Reading Activities                                                                                            | Haggard, 1986    |
| DRA       |                                 | Directed Reading Activity | Betts (1946)     |
| DR-TA     |                                 | Directed Reading-Thinking Activity                                                                                              | Stauffer (1975)  |
| FLIP      |                                 | Flip, Look, Information, Predict                                                                                                |                  |
| EVOKER    | Lesen von Prosa, Poesie, Dramen | Explore, vocabulary, Oral reading, Key ideas, Evaluate                                                                          | Walter Pauk      |
| OK4R      |                                 | Overview, Key ideas, Read, Recall, Reflect, Review                                                                              | Walter Pauk      |
| OK5R      |                                 | |                  |
| C2R       |                                 | Concentrate, Read, Remember |                  |
| C&S       |                                 | | Clary and Sheppo |
| PREP      | Lesen                           | Prereading Plan |                  |
| CATAPULT  |                                 | Covers, Author, Title, Audience Page 1, Underlying message, Look at features, Time, place, important people                     |                  |
| TELL      |                                 | Titel, Examine, Look, Look |                  |
| HIP       |                                 | Headings, Introducion, Prediction                                                                                               |                  |
| PQRST     |                                 | Preview, Question, Read, Summarize, Test                                                                                        |                  |
| RAP       |                                 | Read, Ask, Put |                  |
| REAP      |                                 | Read, Encode, Annotate, Ponder                                                                                                  |                  |
| PANORAMA  |                                 | Purpose, Adapting rate to material, Need to pose questions, Overview, Read & Relate, Annotate, Memorize, Assess                 |                  |
| SQRQCQ    |                                 | Survey, Question, Read, Question, Compute, Question                                                                             |                  |
| SQP2RS    |                                 | Survey, Question, Predict, Read, Respond, Summarize                                                                             |                  |
| PQ3R      |                                 | Preview, Question, Read, Recite, Review                                                                                         |                  |
| T4        |                                 | Technique four |                  |
| PARS      |                                 | Purpose, Ask, Read, Summarize                                                                                                   |                  |
| SQRW      |                                 | Survey, Question, Read, Write                                                                                                   |                  |
| PSC       |                                 | Preview, Study, Check |                  |
| OARWET    |                                 | Overview, Ask, Read, Write, Evaluate, Test                                                                                      | Norman (1968)    |
| THIEVES   |                                 | Title, Headings, Introduction, Every first sentence of each paragraph, Visuals and vocabulary, End-of-chapter question, Summary | Manz (2002)      |

## Trainierbarkeit von Lesestrategien
Prinzipiell ist es möglich, Lesestrategien zu trainieren. Dazu gibt es zahlreiche erfolgreiche und erprobte Strategietrainings, z. B. die Textdetektive von Andreas Gold.